# لغت‌مداری
لغت‌مداری یا لوگوسنتریسم یا اصالت کلمه اصطلاحی است که توسط فیلسوف آلمانی لودویگ کلاگز در اوایل دهه ۱۹۰۰ ابداع شد. اشاره به سنتی در علم و فلسفه غرب است که کلمات و زبان را بیان اساسی یک واقعیت بیرونی می‌داند. لوگوس را از نظر معرفت‌شناختی برتر می‌داند چون آنرا بیانگر یک شی اصیل و غیرقابل تغییر می‌داند که در عالم مثل افلاطونی وجود دارد.